# Lissoteles acapulcae
Lissoteles acapulcae är en tvåvingeart som beskrevs av Martin 1961. Lissoteles acapulcae ingår i släktet Lissoteles och familjen rovflugor. Inga underarter finns listade i Catalogue of Life.